# Бомон-Сен-Сір
Бомон-Сен-Сір (фр. Beaumont Saint-Cyr) — муніципалітет у Франції, у регіоні Нова Аквітанія, департамент В'єнна. Бомон-Сен-Сір утворено 1 січня 2017 року шляхом злиття муніципалітетів Бомон i Сен-Сір. Адміністративним центром муніципалітету є Бомон. Населення — 2947 осіб (01.01.2021).